# Circus Maximus (band)

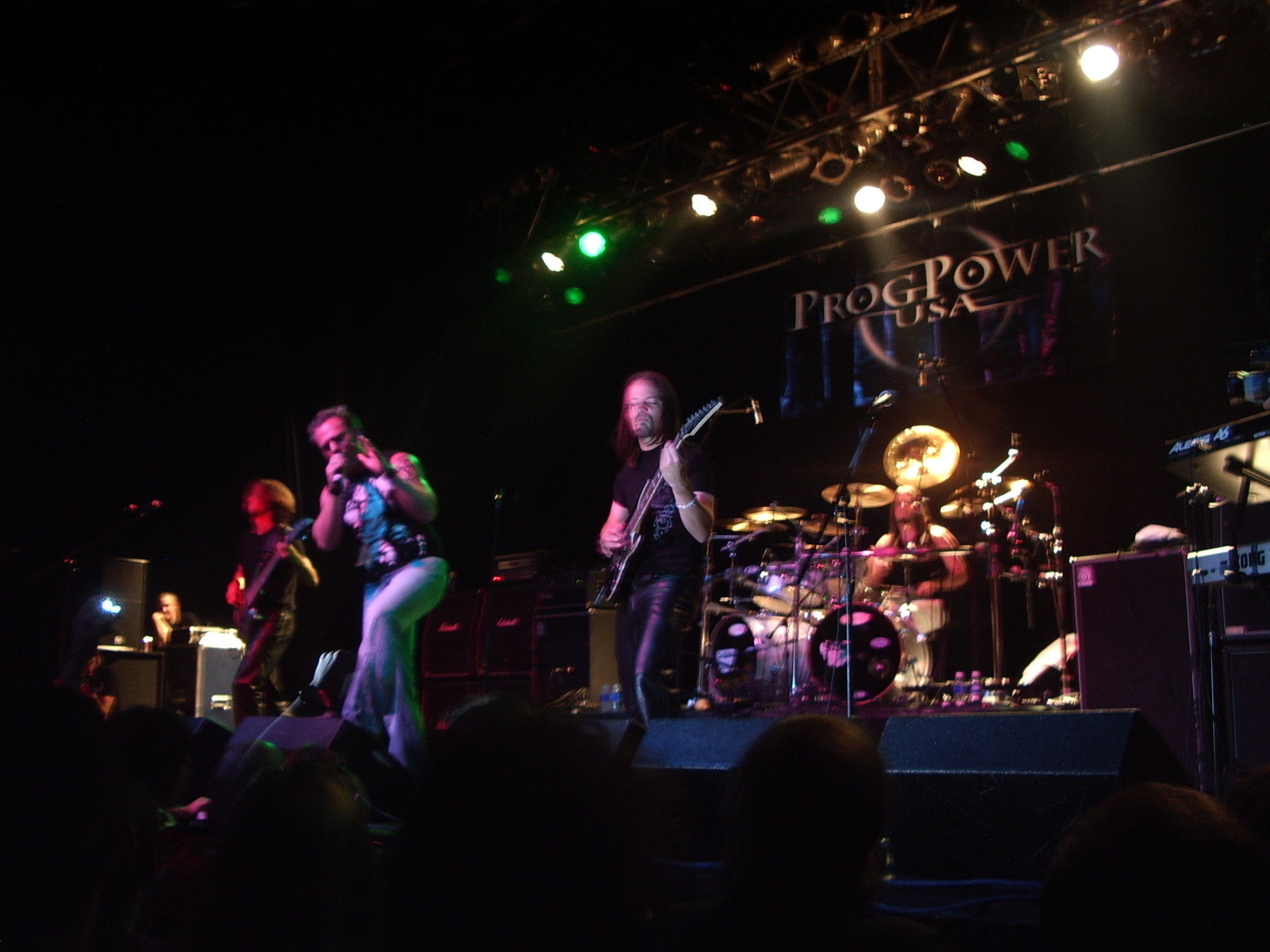
Circus Maximus in 2005

Circus Maximus is een Noorse progressieve metal band die is opgericht in 2000.

## Bezetting

### Huidige bandleden
- Michael Eriksen - zanger
- Mats Haugen - gitarist
- Truls Haugen - drummer
- Lasse Finbråten - toetsenist
- Glen Cato Møllen - bassist

### Voormalige bandleden
- Espen Storø - Toetsenist

## Biografie
Circus Maximus werd gevormd in 2000 in Oslo door Michael Eriksen (zanger) en de broers Mats (gitarist) en Truls (drummer) Haugen. Hier voegden Espen Storø (toetsenist) en Glen Cato Møllen (bassist) zich later bij. Aanvankelijk was het een coverband die vooral positieve reacties kreeg op covers van Dream Theater en Symphony X. Ze startten echter al snel met het schrijven van eigen nummers.
Ze brachten twee demo's uit die resulteerden in een contract met Frontiers Records voor Europa en Sensory Records voor de Verenigde Staten. The 1st Chapter, hun debuutalbum, kwam vervolgens in 2005 uit. De band speelde hiermee op ProgPower USA en speelde in Scandinavië met Kamelot, Pagan's Mind en Glenn Hughes. In november 2005 verliet toetsenist Espen Storø de band, begin 2006 werd met Lasse Finbråten zijn vervanger gevonden.
In de zomer van 2007 kwam hun tweede album Isolate uit. Hierna speelden ze onder andere op Sweden Rock Festival, ProgPower Europe en ProgPower Scandinivia. In de lente van 2008 toerde de band door Europa met Symphony X.

## Discografie

### Albums
- The 1st Chapter (2005)
- Isolate (2007)
- Nine (2012)
- Havoc (2016)
- Havoc in Oslo (2017)
- Nine Live (2019)